# Siedelweber
Der Siedelweber (Philetairus socius), auch Siedelsperling genannt, ist die einzige Art der Gattung Philetairus innerhalb der Familie der Webervögel (Ploceidae). Die im südlichen Afrika endemischen Singvögel sind Koloniebrüter, die Gemeinschaftsnester mit über 100 Brutkammern bauen, in denen auch zahlreiche weitere Tierarten leben. Mit bis zu 7 m Durchmesser, zählen ihre Nester zu den größten und schwersten Vogelnestern im Tierreich.

## Erscheinungsbild
Siedelweber sind sperlingsähnliche, bis zu 14 cm große Webervögel. Ihre Brust ist hellbeige mit schwarzen Flecken an den Flanken, die beige-braunen Flügel wirken durch die hellen Federsäume geschuppt. Um den blau-grauen Schnabel haben sie einen schwarzen Fleck; der obere Kopf ist dunkelbraun.

## Verbreitung

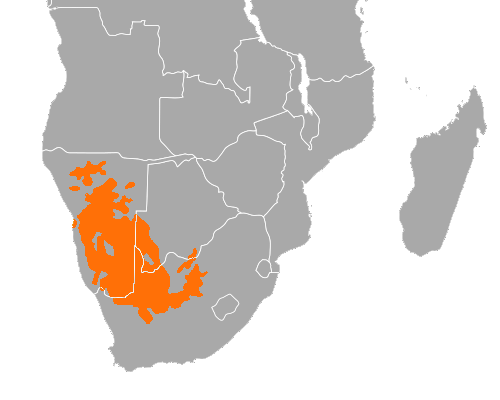
Das Verbreitungsgebiet des Siedelwebers

Die Verbreitung des Siedelwebers ist auf Zentralnamibia und die Zentralkalahari (nördliche Kapprovinz und Südbotswana) beschränkt.

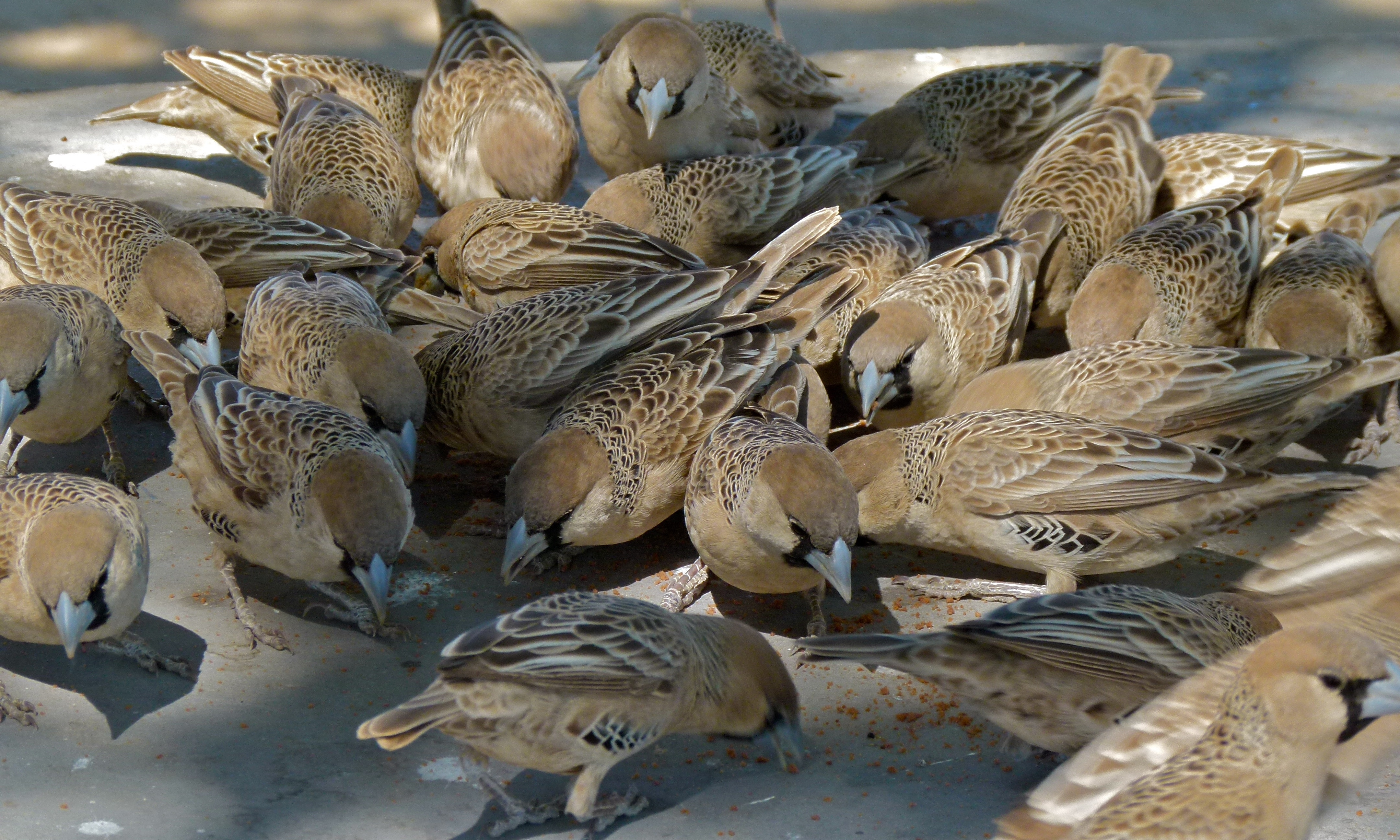
Siedelweber im Kgalagadi-Transfrontier-Nationalpark, Südafrika (Foto: Bernard Dupont)

## Fortpflanzung und Verhalten
Für die Instandhaltung der äußeren Hülle des Nests sind die männlichen Webervögel zuständig, während die Weibchen den Innenausbau der Brutkammern übernehmen. Webervögel können sich rund ums Jahr fortpflanzen, brüten jedoch typischerweise im Sommer, besonders gern kurz nachdem es zu Regenfällen kam. Das Gelege umfasst meistens 3 bis 4 Eier, wobei es jedoch auch Gelege mit nur 2 bzw. bis zu 6 Eiern gibt, die im Abstand von 24 Stunden vom Weibchen gelegt werden. Das Weibchen investiert zwar mehr Zeit, aber das Männchen beteiligt sich am Brutgeschäft. Die Jungen schlüpfen nach 13 bis 15 Tagen als nackte Nesthocker mit geschlossenen Augen. Neben den Eltern, sorgen auch ältere Geschwister für die Fütterung der Küken, die nach 14 Tagen die ersten Federn ausgebildet haben. Zu den gefährlichsten Nesträubern zählen die Kapkobra, die Baumschlange, der Honigdachs und Mangusten. Mit gut drei Wochen sind die Küken flügge und verlassen das Nest, werden aber zwei weitere Wochen mit Nahrung versorgt. Männliche Tiere bleiben  ihrer Geburtskolonie treu, während die Weibchen in der Regel abwandern. Siedelweber können mehrmals im Jahr brüten. Die Lebenserwartung liegt bei 12 bis 16 Jahren in freier Wildbahn.

## Leben in der Webervogelkolonie

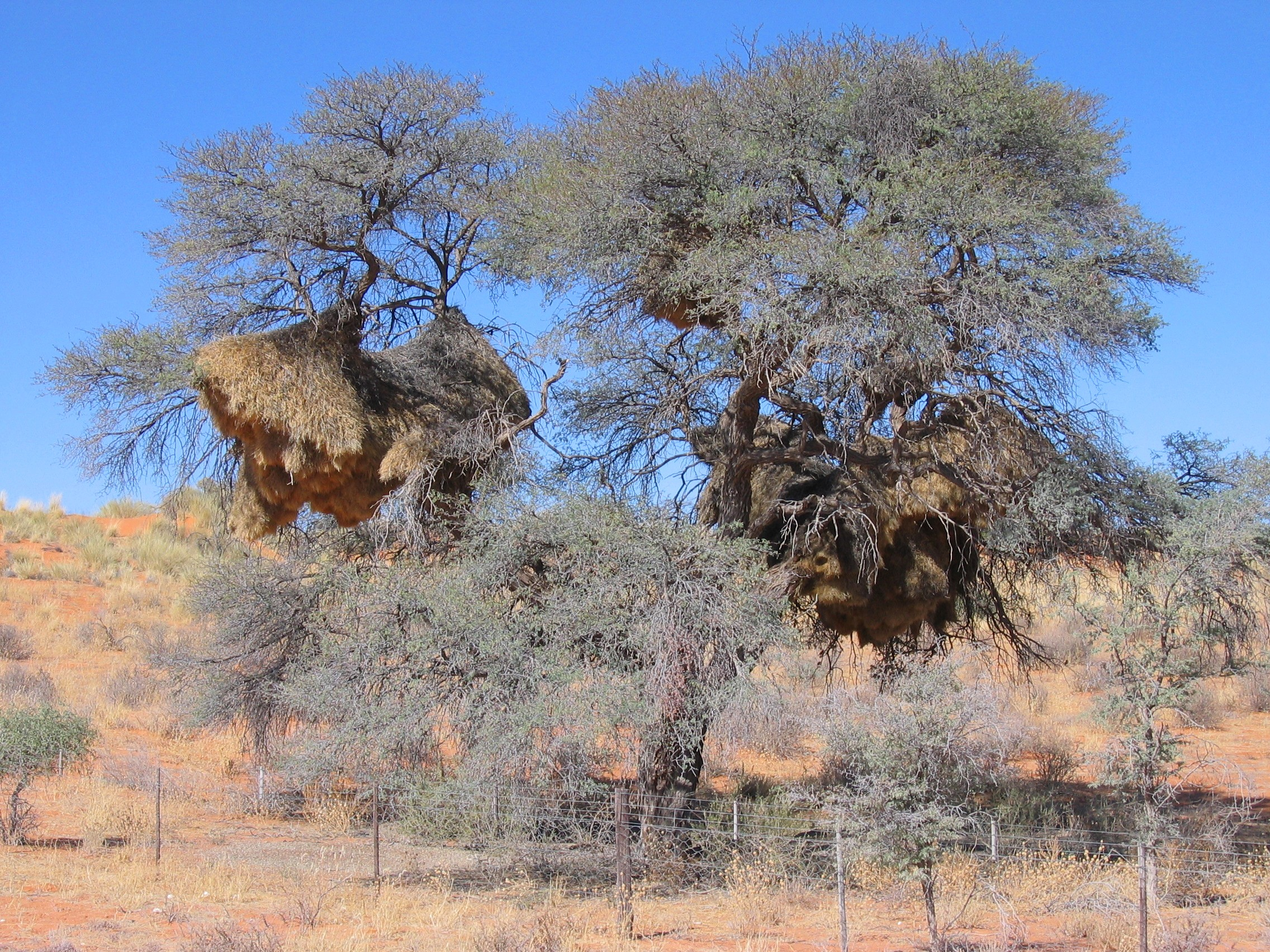
Siedelwebernester in der Kalahari

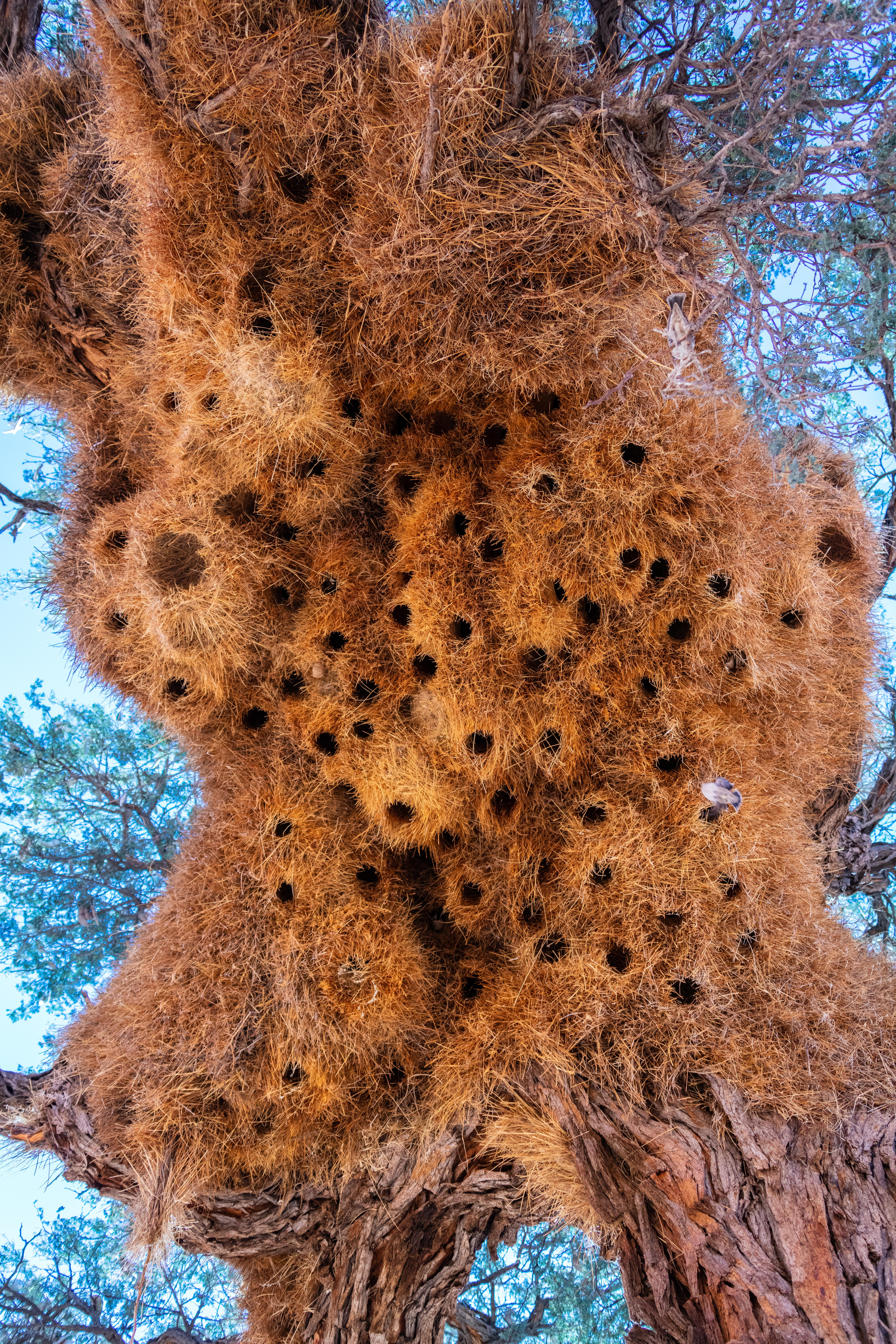
Eingänge eines Webervogelnests, Sossusvlei, Namibia
(Foto: Diego Delso)

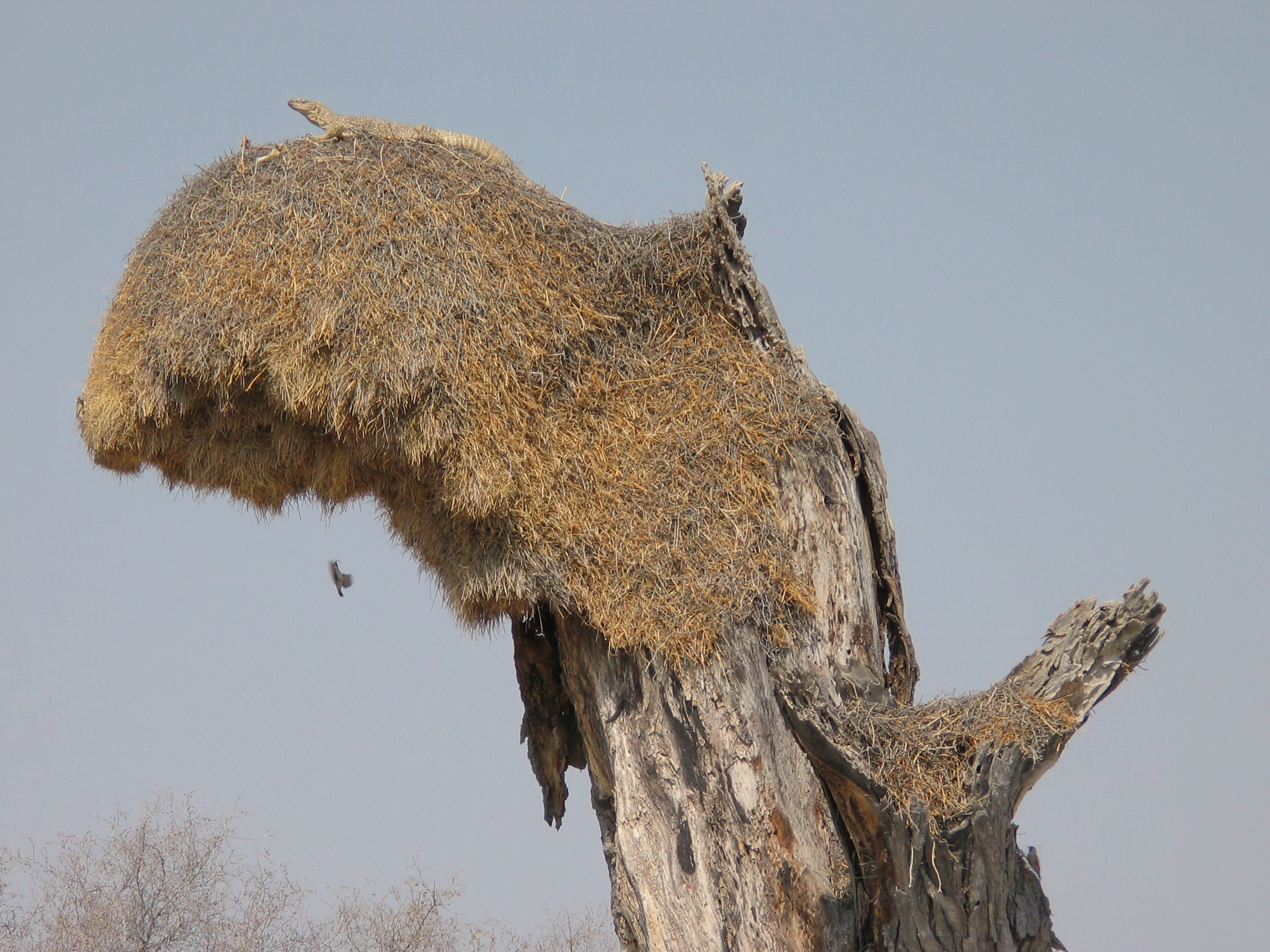
Siedelwebernest mit Steppenwaran (Varanus exanthematicus)

Siedelweber sind lebhafte und lautstarke Koloniebrüter, die ihre Gemeinschaftsnester aus Gras in Bäumen und an Telefonmasten bauen. Telefonmasten und die glatte Rinde der Köcherbäume bieten Schutz vor Schlangen. Der Nestbau wird von einigen Vögeln durch den Bau des Daches an einem kräftigen Ast begonnen. Danach bauen die an der Kolonie beteiligten Paare ihre Einzelnester mit den Eingängen nach unten. Die Nester werden bis zu 100 Jahre genutzt und mit der Zeit immer größer. In der Regel beschädigen sie die Bäume dabei nicht, nur manchmal brechen die Äste unter der Last des Nestes. Fällt das Nest oder Teile davon zu Boden, wird es verlassen, wobei das Baumaterial genutzt wird um ein Neues Nest zu bauen. Die Nester erreichen über 4 m in der Breite mit weit über 100 Nestern. Außerhalb der Brutsaison nutzen die Vögel die Nester als Schlafplatz.
In den Bauwerken leben bis zu 500 Webervögel, sowie zahlreiche Mitbewohner  anderer  Spezies. Die Gottesanbeterin und der zur Gattung der Trachylepis gehörige Kalahari-Skink (Trachylepis spilogaster) sind als Mitbewohner gern gesehen, da sie gefährliche Insekten, wie z. B. die Kundschafter von Ernte-Termiten (Hodotermitidae), die in der Lage wären ein ganzes Nest zu vernichten, fressen. Der Gesang des Siedelwebers ist ein „Tschipp-tschipp“, sein Alarmruf dagegen ein hartes „tip tip“, auf welches auch Mitbewohner, wie der Skink, mit Flucht reagieren.
Einzelne Nester werden auch von anderen Webervogelarten, Prachtfinken oder kleinen Papageien genutzt. In einem Teil der Siedelweberkolonien leben außerdem Halsband-Zwergfalken (Polihierax semitorquatus) und auf manchen Nestern nisten zusätzlich Zwerguhus. Keiner der kleinen Greifvögel wird den Webervögeln selbst gefährlich. Nähert  sich jedoch ein Beutegreifer, wie z. B. die Schlankmanguste oder Habichte, die auch für die kleinen Greifvögel eine Gefahr wäre, so wird der Feind durch Scheinangriffe in die Flucht geschlagen.
Pseudoskorpione aus der Familie Cheliferidae (Arten: Chelifer und Parachelifer) leben sogar direkt in den Webervogelnestern, sowie in deren Gefieder, wo sie sich von kleinen Wirbellosen ernähren. 2015 wurde sogar eine neue Art der kleinen Spinnentiere, der Sociochelifer metoecus, in Kolonien des Siedelwebers entdeckt. Als Fluggast  ihrer Wirtsvögel haben die winzigen Pseudoskorpione sogar die Möglichkeit neue Webervogelnester zu besiedeln.

## Unterarten
Weitere Unterarten, neben dem Philetairus socius socius;
- Philetairus socius eremnus Clancey, 1957[6]
- Philetairus lepidus Smith, 1837[7]
- Philetairus socius geminus Grote, 1922[8] und
- Philetairus socius xericus Clancey, 1989[9] werden heute alle als Synonym von P. s. socius (Latham, 1790)[10] betrachtet.[11]